# Prinia molleri

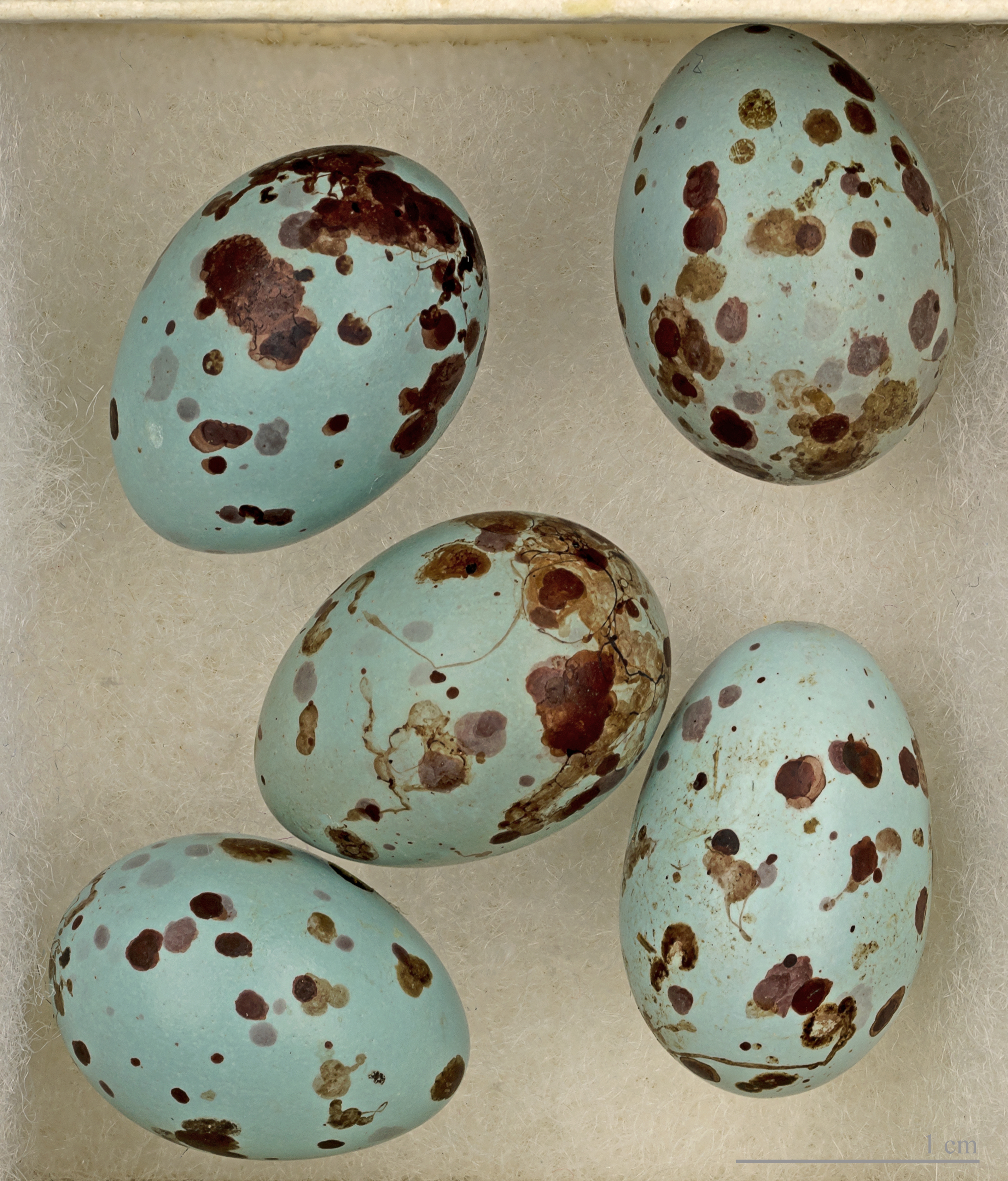
Huevos de Prinia molleri - MHNT

La prinia de Santo Tomé (Prinia molleri) es una especie de ave paseriforme de la familia Cisticolidae.

## Distribución geográfica
Es endémica de la isla de Santo Tomé y del cercano islote de las Tórtolas (Santo Tomé y Príncipe).